# Contrainte artistique volontaire
Une contrainte artistique volontaire est une contrainte artistique (formelle, théorique, plastique, thématique…) utilisée sciemment comme un moteur créatif.
Le rapport entre les contraintes artistiques et littéraires et la liberté est problématique : on soupçonne parfois les premières de nuire à la seconde. Pour lever cette ambiguïté, les praticiens utilisent aussi un oxymore, la « contrainte libératoire », qui investit le concept de toute sa charge créatrice.

## Art et contrainte
Les contraintes sont à la base de la littérature « oulipienne » et plus généralement de tous les « Ouxpo » Ouvroirs d’X Potentielle (Oulipo, Oupeinpo, Outrapo, Oubapo, etc.)
À ce sujet, Raymond Queneau (dans Bâtons, chiffres et lettres) écrivait : "Une autre bien fausse idée qui a également cours actuellement, c'est l'équivalence que l'on établit entre inspiration, exploration du subconscient et libération, entre hasard, automatisme et liberté. Or, cette inspiration qui consiste à obéir aveuglément à toute impulsion est en réalité un esclavage. Le classique qui écrit sa tragédie en observant un certain nombre de règles qu'il connaît est plus libre que le poète qui écrit ce qui lui passe par la tête et qui est l'esclave d'autres règles qu'il ignore." Par ailleurs, l'OuLiPo a nuancé de lui-même la rigidité de la contrainte, par le concept de clinamen, qui réintroduit la liberté dans la création.
« Parce que la forme est contraignante, l'idée jaillit plus intense ! » Charles Baudelaire, à propos de la forme sonnet, dans une Lettre à Armand Fraisse datant du 18-19 février 1860.

## Exemples

### Littérature
La contrainte littéraire, quand elle se systématise au sein d'une seule oeuvre, devient littérature à dispositif. Un dispositif littéraire est un procédé ou une technique d'écriture utilisé de manière systématique et structurante dans une œuvre littéraire. Contrairement à un simple outil stylistique occasionnel, un dispositif devient un élément central et récurrent qui organise l'ensemble du texte ou une partie significative de celui-ci.
L'un des exemples les plus célèbres de contrainte formelle, systématisée au sein d'une oeuvre, dans le domaine littéraire est La Disparition (1969) de Georges Perec, qui ne comporte pas la lettre e. D'autres exemples sont, de l'auteur britannique Christine Brooke-Rose, Remake (1996), qui ne comporte pas la lettre t, et Between (1968), qui ne contient pas le verbe to be (être). On parle dans ce cas de lipogrammes.
Le Train de Nulle Part est un roman écrit en 2004 sans verbe.
Les Années est un roman autobiographique d'Annie Ernaux publié en 2008 dans lequel n'apparaît jamais le pronom je.
Des contraintes beaucoup plus sophistiquées sont à l'origine de certains romans conçus comme des puzzles ou des charades, par exemple Locus Solus, de Raymond Roussel, ou La Vie mode d'emploi, de Georges Perec, mais également Marelle de Julio Cortázar – dont on peut modifier l'ordre de lecture, d'après instructions de l'auteur.
Le poète et philosophe Emmanuel Fournier a introduit une forme d'écriture consistant à bannir le noms et à n'utiliser les verbes qu'aux modes impersonnels, principalement l'infinitif. Cette « philosophie infinitive » serait selon lui un moyen de contourner les préjugés et d'élargir la pensée.
Achab (séquelles) de Pierre Senges est une oeuvre conçue à partir d'une contrainte littéraire déployée en un système formel revendiqué. Publiée aux Éditions Verticales (Gallimard), cette œuvre  réinvente le destin du capitaine Achab, personnage emblématique du roman Moby-Dick d'Herman Melville. Il y explore les possibles "séquelles" de la vie d'Achab, imaginant sa survie après son affrontement épique avec la baleine blanche (cachalot). L'auteur propose une myriade de vies alternatives pour le capitaine, le projetant dans des univers inattendus et souvent cocasses. Il se contraint donc au procédé narratif ludique de la réécriture. Pierre Senges transpose Achab dans le monde du spectacle et du cinéma du XXe siècle, le faisant passer du Music-Hall à Hollywood. Le capitaine joue des rôles variés comme liftier, acteur shakespearien, scénariste incompris, souffleur, régisseur, et même Ophélie. Ces métamorphoses successives servent à explorer la plasticité du personnage et à questionner ce qui constitue son essence. L'auteur invite le lecteur à engager une réflexion sur la nature des personnages de fiction, leur capacité à évoluer et à transcender leur contexte original.

### Arts graphiques
L'artiste américain Jerry Gretzinger réalise des cartes géographiques imaginaires en s'appuyant sur un jeu de 114 cartes à jouer qu'il a lui-même conçues et qui lui indiquent comment poursuivre son travail de création.
La recherche sur les contraintes dans les arts graphiques a bien sûr plus spécifiquement été développée par l'Oupeinpo et l'Oubapo.

### Musique
Jean-Sébastien Bach a composé des partitions sous forme de palindrome ou encore d'upside down, préfigurant ainsi les recherches des futurs Oumupo. Bach a intégré à son Offrande musicale de nombreuses contraintes formelles: le canon à l'écrevisse, par exemple, utilise deux lignes mélodiques superposées dont chacune présente la suite inversée des notes de l'autre.
Le musicien français PV Nova lance le 16 janvier 2017 un projet d'album (10 days, 10 songs) pour lequel il réalise dix chansons en dix jours, avec un suivi direct sur Facebook et des contraintes tirées au sort.

### Théâtre
Au Québec le dramaturge Robert Gravel, cofondateur du Théâtre experimental de Montréal, a inventé le principe du match d'improvisation, en adaptant à la forme théâtrale les règles du hockey. Dans les matches d'improvisation, les équipes se voient attribuer diverses contraintes (le thème, la durée, le style) pour effectuer leur improvisation.
Milie von Bariter, cofondateur de l'Outrapo, a exposé le principe de  censure liberatrice au théâtre et comment, par exemple, les contraintes subies par les gens de théâtre (la règle des trois unités à l'époque classique, ou l'interdiction faite aux femmes de faire du théâtre) a forcé l'imaginaire des artistes pour trouver des formes nouvelles.
Par exemple, l'Outrapo a repris volontairement en démonstration publique toute une série d'interdictions successives qui avaient été imposées aux acteurs de théâtre de foire au XVIe siècle (interdiction de faire des dialogues, des monologues, de parler puis même  de chanter). Ces interdictions provocant à chaque fois la création d'un genre dramatique nouveau (le mimodrame, l'opéra bouffe, le théâtre d'écritaux). Ainsi les contraintes peuvent parfois stimuler la créativité.